# San Nicolò Gerrei
San Nicolò Gerrei – miejscowość i gmina we Włoszech, w regionie Sardynia, w prowincji Sud Sardynia.
Według danych na rok 2004 gminę zamieszkiwało 976 osób, 15,7 os./km². Graniczy z Armungia, Ballao, Dolianova i San Basilio.